# 吉奈温泉
吉奈温泉（よしなおんせん）は静岡県伊豆市吉奈（旧国伊豆国）にある温泉。「子宝の湯」として知られる。豊かな自然が残る天城山に囲まれた吉奈川沿いの山里にある。

## 歴史
吉奈温泉は善名寺を中心に栄えてきた集落の温泉として長い歴史がある。奈良時代、724年に善名寺を建立した行基が発見したと伝えられる。
地元で子宝の湯として名をはせていた吉奈温泉の評判を聞いて徳川家康の側室お万の方が子宝祈願で滞在し、頼宣と頼房の2児を授かったことから全国的に有名になった。

## 温泉街
吉奈川沿いに3軒の旅館がある。昔は各旅館が源泉を所有していたが、現在は3ヶ所の源泉を吉奈温泉事業共同組合が管理している。